# Paratylana bifascia
Paratylana bifascia är en insektsart som först beskrevs av Walker 1870.  Paratylana bifascia ingår i släktet Paratylana och familjen sköldstritar. Inga underarter finns listade i Catalogue of Life.